# Julius Maggi

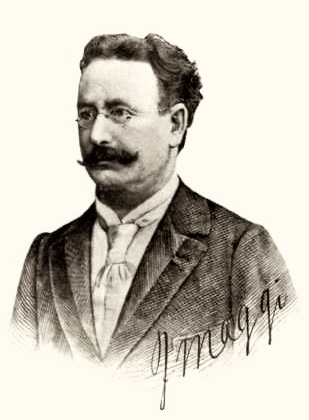
Julius Maggi (± 1900)

Julius Michael Johannes (Julius) Maggi (Frauenfeld, 9 oktober 1846 - Küsnacht, 19 oktober 1912) is de oprichter van het bedrijf Maggi. 
Maggi was de jongste van vijf kinderen van Michael Maggi, een Italiaanse immigrant, en zijn Zweedse vrouw Sophie. Maggi begon in 1863 aan een handelsopleiding in Bazel. Deze opleiding brak hij voortijdig af waarna hij bij een maalderij in Bazel aan het werk ging. Door zijn ondernemerslust kreeg hij in 1869 de kans om de Hammersmühle in het Kempttal van zijn vader over te nemen. Maggi probeerde de crisis waarin de maalderij op dat moment verkeerde het hoofd te bieden door nieuwe bedrijfsactiviteiten te ontwikkelen. Zijn nieuwsgierigheid en drang tot experimenteren werden gestimuleerd toen hij over de denkbeelden van dokter Fridolin Schuler hoorde. Deze had tijdens zijn werkzaamheden als Zwitsers fabrieksinspecteur ideeën ontwikkeld om de voeding van de werkende bevolking, waarmee het in die tijd slecht gesteld was, te verbeteren.
Als oplossing voor de voedingsproblemen van de werkende bevolking kwam Schuler met een volksvoedingsmiddel dat bestond uit peulvruchten. Het was een goedkope bron van eiwitten, had een hoge voedingswaarde, was licht verteerbaar en voor een redelijke prijs te krijgen. Samen met Schuler ontwikkelde Julius Maggi dit nieuwe product en eind 1884 werd het eerste industrieel geproduceerde peulvruchtenpoeder op de markt gebracht.
Een doorbraak bleef echter uit, maar dit weerhield Maggi er niet van om verder te gaan met de ontwikkeling. In 1886 breidde hij het aanbod uit met kant-en-klaar soepen waarvan het peulvruchtenpoeder naast smaakstoffen een belangrijk ingrediënt vormde. Datzelfde jaar lanceerde hij het Maggi-aroma in het bruine flesje met de lange hals. Dit product werd zo populair dat de kruidenplant lavas, die een soortgelijke geur heeft, in de volksmond Maggi-kruid ging heten, ook al is deze plant helemaal geen bestanddeel van het aroma.